# لاوی
لاوی، لی‌وای یا  لوین به معنی دوست خوب، نزدیک و متحد بر اساس کتاب پیدایش، سومین پسر یعقوب و لیه بود.

## خانواده
برادران لاوی، رئوبین، شمعون، یهودا، یساکار و زبولون و خواهرش دینه بود. بر اساس تورات، لاوی و شمعون انتقام خواهر خود دینه را از حویان گرفتند. یعقوب پس از آگاه شدن از این امر، ایشان را توبیخ می‌کند.

## زندگی
لاوی با زنی به نام ملکاه دختر آرام ازدواج کرد؛ وی پدر قهات، پدربزرگ عمران و جد اعلای موسی بود. پسران لاوی، بزرگان قبایل گرشوم، قهات و مراری شدند و با یعقوب به مصر رفتند و نسل آن‌ها در زمین جوشن ماندند و بعدها خانوادهٔ کاهنین را به وجود آوردند که لاویان نام گرفت. لاوی در سن ۱۳۷ سالگی در مصر درگذشت.